# Dolichupis pulloidea
Dolichupis pulloidea is een slakkensoort uit de familie van de Triviidae. De wetenschappelijke naam van de soort is voor het eerst geldig gepubliceerd in 1928 door Dall & Ochsner.